# 王仲先
王 仲先（おう ちゅうせん、? - 901年1月22日）は、唐の昭宗時期の宦官。右神策軍護軍中尉に任ぜられた。

## 生涯
光化3年（900年）11月、昭宗が飲酒して宮女を斬殺したことが原因で、王仲先は、左神策軍護軍中尉劉季述・枢密使王彦範・薛斉偓らとともに、宰相の崔胤らを擁して百官を召し出し、皇帝廃立の政変を起こした。王仲先と劉季述は、乞巧楼において昭宗と対面し、杖で地面をこすり、昭宗の罪責を数え上げ、何月何日に何々のことで昭宗が我々の言うことを聞かなかったと述べた。この後、昭宗と何皇后は、少陽院に幽閉され、その飲食は壁の穴を通じて伝送させた。王仲先らは、皇太子李裕を迎えて監国とした後、即位させ、昭宗を太上皇とした。
崔胤は、左神策軍指揮使孫徳昭と連絡を取り合い、除夜に王仲先を殺害した。王仲先の首は、東宮門に掲げられ、大声で「逆賊王仲先は、すでに斬首された。陛下は少陽院を出て兵士を慰諭していただきたい」と叫んだ。宮人は扉を壊し、昭宗と何皇后は少陽院から脱出することができた。天復元年（901年）正月元日、孫徳昭は、出兵して劉季述・周承晦を打ち破り、劉季述らを捕えた。劉季述・王彦範は、木棍で殴打されて死に、薛斉偓は井戸に身を投げて自死した。その他、劉季述らの一味で誅殺された者は二十余人にのぼった。昭宗は復位し、詔書を発して太子を東宮へと戻した。